# 퍼시 왓슨

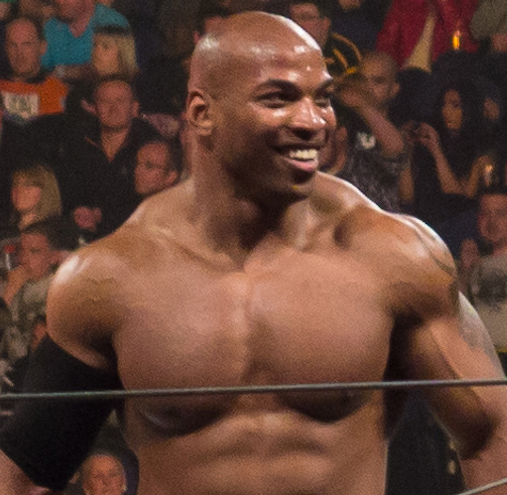
퍼시 왓슨

퍼시 왓슨(Percy Watson, 1981년 8월 19일 ~ )은 본명은 닉 믹네일(Nick McNeil)이다. 미국의 프로레슬링선수다. 키는 190cm 몸무게는 112kg이다.